# David Price Racing
David Price Racing é uma equipe britânica de automobilismo fundada por David Price, que competiu em várias formas de automobilismo desde a sua fundação em 1976 até 2008. A equipe foi vendida em abril de 2009, mas continuou competindo na GP2 Series e GP2 Asia Series sob o nome David Price Racing até 2010.